# Kreis Mettmann
Kreis Mettmann är ett distrikt i förbundslandet Nordrhein-Westfalen, Tyskland, i området Bergisches Land. Största staden är Velbert med omkring 81 000 invånare (2012).
1. ↑  hämtat från: tyskspråkiga Wikipedia.[källa från Wikidata]
2. ↑  läs online, www.landesdatenbank.nrw.de .[källa från Wikidata]
3. ↑  läs online, www.destatis.de .[källa från Wikidata]
4. ↑  hämtat från: tyskspråkiga Wikipedia.[källa från Wikidata]